# Het witte schaap van de familie
Het witte schaap van de familie is een hoorspel van Lawrence du Garde Peach en Ian Hay. The White Sheep of the Family werd op 4 december 1952 uitgezonden door de BBC en verscheen in 1953 als The White Sheep of the Family: a Felonious Comedy. Ary van Nierop vertaalde het en de VARA zond het uit op zaterdag 26 december 1953. De regisseur was S. de Vries jr. Het hoorspel duurde 73 minuten.

## Rolbezetting
- Louis de Bree (James Winter)
- Enny Mols-de Leeuwe (Alice, z’n vrouw)
- Hetty Berger (Pat, hun dochter)
- Frans Vasen (Peter, hun zoon)
- Miep van den Berg (Janet, het dienstmeisje)
- John de Freese (commissaris Preston)
- Eva Janssen (Angela, z’n dochter)
- Piet te Nuyl sr. (Samuel Jackson)
- Jan Borkus (de dominee)

## Inhoud
In een van de beste delen van Hampstead volgen de leden van de innemende en zeer gerespecteerde familie - de vader is een plaatselijke magistraat en kerkvoogd - met volmaakt kunstenaarschap hun uitverkoren beroep: grootschalige juwelendiefstal, zakkenrollerij in de opera en namaak van bankbiljetten houdt de familie bijeen en maakt hen gelukkig. Tot de zoon verliefd wordt op de dochter van de politiecommissaris en besluit een eerlijke bankbediende te worden...